# Diệu Hương (ca sĩ)
Diệu Hương (sinh năm 1977) là nữ ca sĩ Việt Nam thành danh với dòng nhạc ca Huế và được phong danh hiệu Nghệ sĩ ưu tú.

## Tiểu sử
Diệu Hương sinh năm 1977 ở một vùng quê nghèo tỉnh Quảng Trị, cha cô mất ở chiến trường Campuchia. Từ nhỏ cô đã được nghe những bài ca Huế và dân ca Bình Trị Thiên qua tiếng hát của mẹ. Khi đang học dở cấp 3, cô quyết định nhập ngũ đi bộ đội, làm trong Đội Thông tin tuyên truyền văn hóa lưu động tỉnh Quảng Trị. Diệu Hương hoàn thành cấp 3, rồi học thêm 2 năm trung cấp ở Trường Văn hóa Nghệ thuật Quân đội. 
Năm 2000, chuyển về Sở Văn hóa Thông tin Quảng Trị làm việc. Năm 2001, Diệu Hương thi Sao Mai, đoạt giải "Ca sĩ trẻ triển vọng". Dù bắt đầu ca hát với dòng nhạc nhẹ nhưng ca Huế là bước ngoặt trong sự nghiệp của Diệu Hương. Năm 2011, cô về công tác tại Nhà hát Đài Tiếng nói Việt Nam, và được phân công phụ trách mảng dân ca Bình Trị Thiên và ca Huế rồi quyết định theo đuổi dòng nhạc này.
Năm 2018, cô ra mắt album Ca Huế: Mười thương gồm 9 tác phẩm. Album được thực hiện bởi các nhạc sĩ, nhạc công về ca Huế của dàn nhạc Đài Tiếng nói Việt Nam và Học viện Âm nhạc Huế. Ngày 14 tháng 4 năm 2022, cô giới thiệu MV "Tình ca bến đợi" kết hợp ca Huế và nhạc điện tử. Diệu Hương tự soạn phần hòa âm, phối khí cùng các nhạc cụ dân tộc như đàn tranh, sáo, đàn nhị.